# 1199
1199 (MCXCIX) je bilo navadno leto, ki se je po julijanskem koledarju začelo na petek.

## Dogodki

### Evropa

#### Smrt Riharda Levjesrčnega
- 13. januar - Med angleškim kraljem Rihardom Levjesrčnim in francoskim kraljem Filipom II. je ponovno sklenjeno premirje, ki pa je bolj kratke sape. Po osvojitvi Normandije se težišče vojne premakne v Akvitanijo in Berry. Vojna med kraljema postane zelo brutalna predvsem za podeželske prebivalce.

- 25. marec - Med obleganjem majhnega gradiča v Akvitaniji je Rihard huje ranjen s puščico izstreljeno iz samostrela.
- 6. april - Angleški kralj Rihard Levjesrčni umre za posledicami gangrenozne rane zadane s puščico. V dnevih pred smrtjo se pomiri z življenjem in kraljevino zapusti mlajšemu bratu Ivanu. 
  - Ob kraljevi smrti vodja angleških najemnikov Mercadier v navalu besa vodi napad na gradič, pobesi vse upornike in strelca, ki je zadel Riharda, živega odere.
  - Ob novi politični situaciji razglasi canterburyjski nadškof Baldvin iz Forda zakon med novim kraljem Ivanom in njegovo soprogo Izabelo Gloucestersko za neveljaven.
- 27. maj - Kronanje Ivana za angleškega kralja.
  - Po normanskem pravu je upravičen do prestola Ivan, po anžuvinskem pa Rihardov nečak bretonski vojvoda Artur I.. Bretonija, Maine in Anjou, ki podpirajo nasledstvo Arturja, se zato ob podpori francoskega kralja Filipa II. uprejo Ivanu.
- Po kronanju se Ivan preseli v Normandijo. Nobeni strani ni do vojne, zato so v ospredju predvsem utrjevanja gradov in iskanja zavezništev. Ivana v boju za krono podpre flandrijski grof Baldvin IX. 1200 ↔

#### Ostalo po Evropi
- 13. februar - V samostanu Hilandar na Atosu umre srbski vladar Stefan Nemanja, ki je pred dvema letoma sicer že abdiciral v korist drugega sina Štefana Nemanjića. Kot kompenzacijo dobi najstarejši sin Vukan južni, primorski del kneževine Raške in pri tem ponovno uporabi že preživet naziv kneza/kralja Duklje.
- 1. julij - Poroka med šampanjskim grofom Teobaldom III. in navarsko princeso Blanko.
- 4. september - Bivša sicilska kraljica in trenutna touluška grofica Ivana Angleška umre med porodom v samostanu skupaj z novorojencem, potem ko je pobegnila od neprijaznega soporoga grofa Rajmonda VI. Touluškega.
- 5. oktover - Papež Inocenc III. razglasi križarsko vojno proti poganskim Livoncem. Za voditelja pohoda pooblasti nastavljenega livonskega škofa Alberta iz Buxhoevedna.
- 25. november - Umrlega habsburškega grofa Alberta III. nasledi sin Rudolf II.

Neznan datum
- Sveti Sava napiše Karejski tipik
- Nemčija: kljub manjšim vojaškim uspehom štaufovskemu kralju Filipu Švabskem ne uspe izsiliti odločujoče zmage nad velfovskim in od papeža priznanim kraljem Otonom IV. Braunschweigovskim.
- Kijevska Rusija: vladimirski veliki knez Roman Mstislavič ustanovi Gališko-volinsko kneževino.

### Azija
- 6. januar - Bizantinci so dokončno pregnani iz Kilikijske Armenije. Za prvega kralja se razglasi knez Leon I.[1].
- 9. februar - Japonska: po smrti japonskega šoguna Minamota Joritoma prevzame oblast družina njegove žene Hodžo Masako iz klana Hodžo, veje v državljanski vojni poraženega klana Taira. V imenu njegovega sina Jorieeja vodi regentstvo Hodžo Tomikasa, dedek po materini strani.
- 7. november - Umrlega patriarha sirske pravoslavne cerkve Mihaela Sirca nasledi Atanazij VIII.
- Armenski general Zakarija osvoji za Gruzijo vzhodnoanatolsko mesto Ani. 1201 ↔
- Indija: začetek gradnje minareta Kutab v Delhiju.

### Afrika
- 25. januar - Umrlega almohadskega kalifa Jakuba al-Mansurja nasledi sin Muhamad al-Nasir. ↓
- → Da bi novi kalif opravil s stalno grožnjo balearskih Almoravidov, ki so nadzorovali velik del Ifrikije[2], preda provinco vezirju Mohammedu ibn Abi Hafsu. 1229 ↔
- Prvo leto izjemno nizkega poplavljanja reke Nil (1199-1202).

## Rojstva
- 5. avgust - Ferdinand III., kastiljski kralj († 1252)

Neznan datum
- Ahmad al-Badavi, maroški sufi († 1276)
- papež Aleksander IV. († 1261)
- Bohemond V., antiohijski knez († 1252)
- Džalal ad-Din, zadnji horezmijski šah († 1231)
- Guttorm Sigurdsson, norveški kralj († 1204)
- Rajmond-Rupen, antiohijski knez († 1219)
- Tomaž II., flandrijski grof, savojski regent, prvi grof Piemonta  († 1259)

## Smrti
- 25. januar - Jakub al-Mansur, almohadski kalif (* 1160)
- 9. februar - Minamoto Joritomo, ustanovitelj in prvi šogun japonskega Šogunata Kamakure (* 1147)
- 13. februar - Stefan Nemanja, veliki župan Raške in začetnik vladarske dinastije Nemanjićev (* 1113)
- 6. april - Rihard Levjesrčni, angleški kralj (* 1157)
- 4. september - Ivana Angleška, sicilska kraljica, touluška grofica (* 1165)
- 7. november - Mihael Sirski, patriarh sirske pravoslavne cerkve (* 1126)
- 25. november - Albert III., habsburški grof

Neznan datum
- Rajmond IV. Tripolitanski, tripolitanski grof, antiohijski regent